# Heinrich Roettgen
Heinrich Theodor Roettgen (* 10. Januar 1863 in Bonn; † 6. März 1932) war ein deutscher Architekt und Regierungsbaumeister, der vor allem in seiner Heimatstadt Bonn wirkte.

## Leben und Wirken
Roettgen wuchs als Sohn eines Kaufmanns in einem katholischen Elternhaus in Bonn auf. Er besuchte in seiner Heimatstadt die Kortegarn’sche Realschule und wechselte nach deren Abschluss an die Prima des Realgymnasiums in Mülheim am Rhein. Dort bestand Roettgen im März 1882 das Maturitätsexamen. Ostern 1882 nahm er an der Universität Bonn ein Studium der Romanistik und Anglistik auf. Am 1. Oktober 1883 trat er als Einjährig-Freiwilliger beim Husaren-Regiment in Bonn ein. In Bonn promovierte Roettgen 1888 mit einer Darstellung über die Vokalverhältnisse in den genuesischen Texten des Mittelalters zum Dr. phil.
Nach Beendigung seines Studiums absolvierte Roettgen eine Ausbildung zum Architekten und trat als Regierungsbauführer in den Staatsdienst ein. Nach Ablegung des Zweiten Staatsexamens erhielt er 1904 die Ernennung zum Regierungsbaumeister des Hochbaufaches. 1906 schied Roettgen, inzwischen in Düsseldorf wohnhaft, auf eigenen Wunsch aus dem Staatsdienst aus und ließ sich als freier Architekt in Bonn nieder. Zu seinen bedeutendsten Projekten in der Stadt gehören die Erweiterung des Provinzialmuseums nach Grundrissskizzen des Landes-Oberbauinspektors (1907/08), verbunden mit dem angrenzenden Neubau eines Dienstgebäudes für den Provinzialkonservator, sowie der Neubau der Landwirtschaftskammer für die Rheinprovinz (1914/15).
Roettgen war Mitglied des Vereins „Alt-Bonn“ (seit 1951 „Bonner Heimat- und Geschichtsverein“) und gehörte dessen Vorstand an. Zudem gehörte er einer von der Stadt Bonn für die Beurteilung besonderer Bauprojekte eingerichteten Gestaltungskommission zur Überwachung der Ziele des 1909 veröffentlichten „Ortsstatuts zum Schutz der Stadt Bonn gegen Verunstaltung“ an.

## Werk

### Bauten in Bonn
| 1907–1908 | Weststadt    | Bachstraße Lage                |                | Provinzialmuseum                                                               | Erweiterung                                      | 1964–1967 purifiziert; heute Rheinisches Landesmuseum Bonn                                            |
| 1907–1908 | Weststadt    | Bachstraße 9 Lage              |                | Verwaltungsgebäude für die Denkmalpflege der Rheinprovinz                      | Neubau                                           | 1934/35 aufgestockt, 1950 umgebaut; bis 1985 Sitz des Rheinischen Amts für Denkmalpflege              |
| 1908–1909 | Gronau       | Raiffeisenstraße 1 Lage        |                | Villa „Bülbring“                                                               | Neubau (Bauherr: Karl Bülbring)                  | nach Kriegszerstörung verändert wiederhergestellt; ab 1949 Gästehaus der bayerischen Landesvertretung |
| 1910      | Bonn-Castell | Graurheindorfer Straße 92 Lage |                | Bakteriologisches Institut der Landwirtschaftskammer für die Rheinprovinz      | Neubau                                           | ab 1933 Tiergesundheitsamt; Denkmalschutz                                                             |
| 1911      | Gronau       | Adenauerallee 120/122 Lage     | weitere Bilder | Villa                                                                          | Umbau                                            | ab 1949 Sitz des Bundesministeriums für Angelegenheiten des Bundesrates; Denkmalschutz                |
| 1911      | Südstadt     | Weberstraße 61 Lage            |                | Landwirtschaftliche Versuchsstation                                            | Neubau                                           | heute „Haus der Kultur“; Denkmalschutz                                                                |
| 1914–1915 | Weststadt    | Endenicher Allee 60 Lage       | weitere Bilder | Landwirtschaftskammer für die Rheinprovinz                                     | Neubau                                           | 1949–1960 Bundesministerium für Verkehr; Denkmalschutz                                                |
| 1924      | Südstadt     | Koblenzer Straße 37            |                | Vereinsgebäude der Lese- und Erholungsgesellschaft: Villa Leydel (erbaut 1841) | Umbau (Bauherr: Lese- und Erholungsgesellschaft) | |

Nicht ausgeführte Entwürfe
- 1914: Bonn, Ortsteil Gronau, Adenauerallee 89b, Villa, Umbau (Bauherr: Hermann Kuhnt)

## Schriften
- Vokalismus des Alt-Genuesischen (Inaugural-Dissertation zur Erlangung der Doctorwürde bei der philosophischen Facultät der rheinischen Friedrich-Wilhelms-Universität zu Bonn), Universitäts-Buchdruckerei C. Georgi, Bonn 1888, 53 S.
- Das neue bakteriologische Institut der Landwirtschaftskammer für die Rheinprovinz. In: Zentralblatt der Bauverwaltung. Nr. 23, 1911, S. 146–147 (zlb.de).
- Der Neubau der Landwirtschaftskammer für die Rheinprovinz in Bonn. In: Zentralblatt der Bauverwaltung. Nr. 33, 1917, S. 209–213 (zlb.de).